# Miro Rys
Miroslav Rys, meglio conosciuto come Miro Rys (Kladno, 18 luglio 1957 – Dortmund, 12 settembre 1977), è stato un calciatore cecoslovacco naturalizzato statunitense, di ruolo attaccante.

## Biografia
Era nato a Kladno, figlio di Miroslav Rys, calciatore e hockeista, che fu suo allenatore e addirittura compagno di squadra presso i Chicago Sparta. Con la famiglia si trasferì a Cicero nell'Illinois, dove esisteva una grande comunità ceca, dopo l'Invasione della Cecoslovacchia da parte del Patto di Varsavia. Frequentò la Morton East High School ma non si iscrisse al college per passare direttamente al calcio professionistico, rifiutando una borsa di studio offertagli dall'università dell'Indiana, nonostante la stessa franchigia che lo ingaggiò gli avesse consigliato di continuare gli studi, garantendogli comunque l'ingaggio una volta laureato. Il suo desiderio di confrontarsi con il calcio professionistico e la possibilità di aiutare finanziariamente la famiglia con l'ingaggio ottenuto presso gli Sting prevalsero sullo studio.
Morirà il 12 settembre 1977 vicino Dortmund, in Germania,  ove si era recato per effettuare un provino, in un incidente automobilistico.

## Caratteristiche tecniche
Era considerato uno dei maggiori prospetti del calcio statunitense dell'epoca. Mancino, era dotato di un ottimo tiro davvero buono. Era molto rapido e molto aggressivo e molto maturo calcisticamente a dispetto della giovane età.
Affermava di se stesso di essere "un giocatore completo. So fare tutto bene. Non ho debolezze evidenti. Penso di poter segnare perché quando sono davanti alla porta, non sbaglio".

## Carriera

### Club
Si forma calcisticamente nella selezione del  Morton East High School ed inoltre gioca sedicenne con i dilettanti del Chicago Sparta, ove avrà come compagno di squadra e allenatore il padre Miroslav, nel 1976 viene ingaggiato degli Chicago Sting, militanti nella NASL, con un ingaggio di $170 settimanali. Esordì, ancora studente liceale, nella partita inaugurale della stagione contro i campioni in carica dei T.B. Rowdies, segnando da subentrato l'unica rete degli Sting nella sconfitta esterna per 2-1 del 24 aprile 1976.
Nella stagione d'esordio raggiunse i playoff per il titolo, venendo eliminato con i suoi al secondo turno dai futuri campioni del Toronto Metros-Croatia. Nella sua prima stagione da professionista segnò quattro reti e fornì due assist in 17 partite.
Nel corso della stagione seguente trovando poco spazio negli Sting chiese di essere ceduto. Trovò ingaggiò presso i L.A. Aztecs nell'ambito di un complesso scambio di giocatori che vide per l'appunto gli Sting cedere Rys agli Aztecs che cedettero il difensore Miguel Lopez ai L.A. Skyhawks che a loro volta il difensore Steve Ralbovsky alla franchigia di Chicago. Anche agli Aztecs trovò poco spazio, riuscendo a giocare qualche incontro dopo l'infortunio del trinidadiano Steve David.
Deluso dall'esperienza nella NASL decise di volare in Germania per fare un provino con l'Hertha Berlino. Il 12 settembre dello stesso anno morirà in un incidente automobilistico fuori Dortmund.

### Nazionale
Pur giovanissimo, con le sue prestazioni in campionato attirò ben presto l'attenzione del commissario tecnico statunitense Walter Chyzowych, che dopo averlo provato in due amichevoli non ufficiali lo fece esordire nella nazionale statunitense, nella vittoria per 2-0 contro il Canada, nella quale segnò anche la prima rete, valida per le qualificazioni al campionato mondiale di calcio 1978. Nello stesso anno giocò altre due amichevoli, questa volta ufficiali, contro Haiti.

## Statistiche

### Cronologia presenze e reti in Nazionale
| Cronologia completa delle presenze e delle reti in nazionale ― Stati Uniti | Cronologia completa delle presenze e delle reti in nazionale ― Stati Uniti | Cronologia completa delle presenze e delle reti in nazionale ― Stati Uniti | Cronologia completa delle presenze e delle reti in nazionale ― Stati Uniti | Cronologia completa delle presenze e delle reti in nazionale ― Stati Uniti | Cronologia completa delle presenze e delle reti in nazionale ― Stati Uniti | Cronologia completa delle presenze e delle reti in nazionale ― Stati Uniti | Cronologia completa delle presenze e delle reti in nazionale ― Stati Uniti |
| Data                                                                       | Città                                                                      | In casa                                                                    | Risultato                                                                  | Ospiti                                                                     | Competizione                                                               | Reti                                                                       | Note                                                                       |
| -------------------------------------------------------------------------- | -------------------------------------------------------------------------- | -------------------------------------------------------------------------- | -------------------------------------------------------------------------- | -------------------------------------------------------------------------- | -------------------------------------------------------------------------- | -------------------------------------------------------------------------- | -------------------------------------------------------------------------- |
| 20-10-1976                                                                 | Seattle                                                                    | Stati Uniti                                                                | 2 – 0                                                                      | Canada                                                                     | Qual. Mondiali 1978                                                        | 1                                                                          |                                                                            |
| 10-11-1976                                                                 | Port-au-Prince                                                             | Haiti                                                                      | 0 – 0                                                                      | Stati Uniti                                                                | Amichevole                                                                 | -                                                                          |                                                                            |
| 14-11-1976                                                                 | Port-au-Prince                                                             | Haiti                                                                      | 0 – 0                                                                      | Stati Uniti                                                                | Amichevole                                                                 | -                                                                          |                                                                            |
| Totale                                                                     |                                                                            | Presenze                                                                   | 3                                                                          |                                                                            | Reti                                                                       | 1                                                                          |                                                                            |